# Acutandra araucana
Acutandra araucana är en skalbaggsart som först beskrevs av Bosq 1951.  Acutandra araucana ingår i släktet Acutandra och familjen långhorningar. Inga underarter finns listade i Catalogue of Life.